# Acrocera flaveola
Acrocera flaveola är en tvåvingeart som beskrevs av Curtis W. Sabrosky 1944. Acrocera flaveola ingår i släktet Acrocera och familjen kulflugor. Inga underarter finns listade i Catalogue of Life.